# Tony Roche
Pour les articles homonymes, voir Roche (homonymie).
Anthony Dalton Roche dit Tony Roche, né le 17 mai 1945 à Wagga Wagga en Nouvelle-Galles du Sud, est un joueur de tennis australien devenu par la suite entraîneur.
Il a remporté le tournoi de Roland-Garros en simple en 1966. Il a également gagné 13 tournois du Grand Chelem en double messieurs et 2 en double mixte.
Il a remporté 5 fois la Coupe Davis avec l'équipe d'Australie, en 1964, 1965, 1966, 1967 et 1977.
Il connaît par la suite une carrière légendaire d'entraîneur en coachant notamment trois no 1 mondiaux, les aidant à remporter de nombreux titres majeurs. D'abord entraîneur historique d'Ivan Lendl à partir de 1985, ils remportent 7 titres du Grand Chelem ensemble. Il est par la suite l'entraîneur de Patrick Rafter de 1997 à 2002, qui remporte deux fois l'US Open pendant cette période. De début 2005 à mai 2007, il entraîne Roger Federer, une aventure qui sera là aussi couronnée d'un immense succès, le Suisse remportant de nombreux titres dont 6 tournois du Grand Chelem,. Il a aussi entraîné Lleyton Hewitt de 2010 à 2016, sans résultats notables.
Il est membre du International Tennis Hall of Fame depuis 1986.

### En simple messieurs

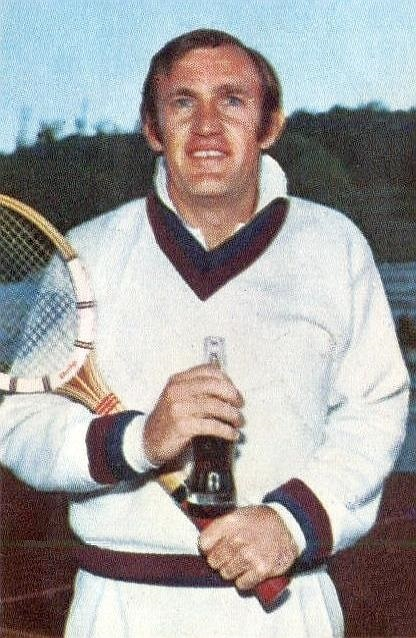
Tony Roche en 1970.

## Parcours dans les tournois duGrand Chelem

### En simple
| Année | Open d'Australie | Open d'Australie | Internationaux de France | Internationaux de France | Wimbledon       | Wimbledon   | US Open        | US Open     | Open d'Australie | Open d'Australie |
| ----- | ---------------- | ---------------- | ------------------------ | ------------------------ | --------------- | ----------- | -------------- | ----------- | ---------------- | ---------------- |
| 1963  | —                | —                | 1er tour (1/64)          | A. Kreinberg             | 1er tour (1/64) | M. Santana  | 3e tour (1/16) | R. Osuna    | n.o.             | n.o.             |
| 1964  | 1/4 de finale    | R. Emerson       | 2e tour (1/32)           | R. Barnes                | 2e tour (1/32)  | T. Ulrich   | 1/4 de finale  | R. Emerson  | n.o.             | n.o.             |
| 1965  | 1/2 finale       | F. Stolle        | Finale                   | F. Stolle                | 2e tour (1/32)  | M. Mulligan | —              | —           | n.o.             | n.o.             |
| 1966  | 1/4 de finale    | A. Ashe          | Victoire                 | I. Gulyás                | 1/4 de finale   | C. Drysdale | 3e tour (1/16) | M. Cox      | n.o.             | n.o.             |
| 1967  | 1/2 finale       | R. Emerson       | Finale                   | R. Emerson               | 2e tour (1/32)  | C. Richey   | —              | —           | n.o.             | n.o.             |
| 1968  | —                | —                | —                        | —                        | Finale          | R. Laver    | 1/8 de finale  | P. Gonzales | n.o.             | n.o.             |
| 1969  | 1/2 finale       | R. Laver         | 1/2 finale               | K. Rosewall              | 1/2 finale      | J. Newcombe | Finale         | R. Laver    | n.o.             | n.o.             |
| 1970  | 1/4 de finale    | R. Taylor        | —                        | —                        | 1/4 de finale   | K. Rosewall | Finale         | K. Rosewall | n.o.             | n.o.             |
| 1971  | 1/8 de finale    | C. Drysdale      | —                        | —                        | 1er tour (1/64) | C. Pasarell | —              | —           | n.o.             | n.o.             |
| 1972  | —                | —                | —                        | —                        | —               | —           | —              | —           | n.o.             | n.o.             |
| 1973  | —                | —                | —                        | —                        | —               | —           | —              | —           | n.o.             | n.o.             |
| 1974  | 2e tour (1/16)   | R. Case          | —                        | —                        | 3e tour (1/16)  | M. Orantes  | 3e tour (1/16) | J. Newcombe | n.o.             | n.o.             |
| 1975  | 1/2 finale       | J. Newcombe      | —                        | —                        | 1/2 finale      | A. Ashe     | 2e tour (1/32) | J. Fillol   | n.o.             | n.o.             |
| 1976  | 1/4 de finale    | R. Ruffels       | —                        | —                        | 1/8 de finale   | G. Vilas    | —              | —           | n.o.             | n.o.             |
| 1977  | 1/8 de finale    | R. Tanner        | —                        | —                        | —               | —           | —              | —           | 1er tour (1/32)  | R. Lewis         |
| 1978  | n.o.             | n.o.             | —                        | —                        | 1er tour (1/64) | P. Dent     | —              | —           | 1/4 de finale    | G. Vilas         |
| 1979  | n.o.             | n.o.             | —                        | —                        | —               | —           | —              | —           | 1/8 de finale    | C. Dibley        |

N.B. : à droite du résultat se trouve le nom de l'ultime adversaire.

### En double
Parcours en double à partir de 1968.
| Année | Open d'Australie                                                             | Open d'Australie          | Internationaux de France | Internationaux de France                                                    | Wimbledon                                                                          | Wimbledon                                                                          | US Open                                                                         | US Open                                                                          | Open d'Australie                                                            | Open d'Australie |
| ----- | ---------------------------------------------------------------------------- | ------------------------- | ------------------------ | --------------------------------------------------------------------------- | ---------------------------------------------------------------------------------- | ---------------------------------------------------------------------------------- | ------------------------------------------------------------------------------- | -------------------------------------------------------------------------------- | --------------------------------------------------------------------------- | ---------------- |
| 1968  | —                                                                            | —                         | —                        | —                                                                           | Victoire Newcombe                                                                  | K. Rosewall F. Stolle                                                              | 1/4 de finale Newcombe \|\| style="text-align:left;" \| C. Graebner C. Pasarell | n.o.                                                                             | n.o.                                                                        |                  |
| 1969  | 1/2 finale Newcombe \|\| style="text-align:left;" \| R. Emerson R. Laver     | Victoire Newcombe         | R. Emerson R. Laver      | Victoire Newcombe                                                           | T. Okker M. Riessen                                                                | 1/4 de finale Newcombe \|\| style="text-align:left;" \| C. Pasarell D. Ralston     | n.o.                                                                            | n.o.                                                                             |                                                                             |                  |
| 1970  | 1/8 de finale Anderson \|\| style="text-align:left;" \| Carmichael R. Keldie | —                         | —                        | Victoire Newcombe                                                           | K. Rosewall F. Stolle                                                              | 2e tour (1/16) Newcombe \|\| style="text-align:left;" \| C. Pasarell E. Van Dillen | n.o.                                                                            | n.o.                                                                             |                                                                             |                  |
| 1971  | Victoire Newcombe                                                            | T. Okker M. Riessen       | —                        | —                                                                           | 1er tour (1/32) Newcombe \|\| style="text-align:left;" \| C. Drysdale N. Pilić     | —                                                                                  | —                                                                               | n.o.                                                                             | n.o.                                                                        |                  |
| 1972  | 1/2 finale Newcombe \|\| style="text-align:left;" \| R. Case G. Masters      | —                         | —                        | —                                                                           | —                                                                                  | —                                                                                  | —                                                                               | n.o.                                                                             | n.o.                                                                        |                  |
| 1973  | —                                                                            | —                         | —                        | —                                                                           | —                                                                                  | —                                                                                  | —                                                                               | —                                                                                | n.o.                                                                        | n.o.             |
| 1974  | 1/2 finale Newcombe \|\| style="text-align:left;" \| S. Ball B. Giltinan     | —                         | —                        | Victoire Newcombe                                                           | R. Lutz S. Smith                                                                   | 1/2 finale Newcombe \|\| style="text-align:left;" \| P. Cornejo J. Fillol          | n.o.                                                                            | n.o.                                                                             |                                                                             |                  |
| 1975  | 1/2 finale Newcombe \|\| style="text-align:left;" \| Carmichael A. Stone     | —                         | —                        | 1/4 de finale C. Dibley \|\| style="text-align:left;" \| D. Crealy N. Pilić | 2e tour (1/16) A. Stone \|\| style="text-align:left;" \| D. Stockton E. Van Dillen | n.o.                                                                               | n.o.                                                                            |                                                                                  |                                                                             |                  |
| 1976  | Victoire Newcombe                                                            | R. Case G. Masters        | —                        | —                                                                           | 1er tour (1/32) Newcombe \|\| style="text-align:left;" \| B. Gottfried R. Ramírez  | —                                                                                  | —                                                                               | n.o.                                                                             | n.o.                                                                        |                  |
| 1977  | Victoire A. Ashe                                                             | C. Pasarell E. Van Dillen | —                        | —                                                                           | —                                                                                  | —                                                                                  | —                                                                               | —                                                                                | 1/4 de finale Newcombe \|\| style="text-align:left;" \| C. Letcher S. Smith |                  |
| 1978  | n.o.                                                                         | n.o.                      | —                        | —                                                                           | 1/8 de finale Newcombe \|\| style="text-align:left;" \| B. Hewitt F. McMillan      | —                                                                                  | —                                                                               | 1er tour (1/16) G. Smylie \|\| style="text-align:left;" \| J. Trickey R. Simpson |                                                                             |                  |
| 1979  | n.o.                                                                         | n.o.                      | —                        | —                                                                           | —                                                                                  | —                                                                                  | —                                                                               | —                                                                                | —                                                                           | —                |
| 1980  | n.o.                                                                         | n.o.                      | —                        | —                                                                           | —                                                                                  | —                                                                                  | —                                                                               | —                                                                                | —                                                                           | —                |
| 1981  | n.o.                                                                         | n.o.                      | —                        | —                                                                           | 1er tour (1/32) Newcombe \|\| style="text-align:left;" \| R. Frawley C. Lewis      | —                                                                                  | —                                                                               | —                                                                                | —                                                                           |                  |
| 1982  | n.o.                                                                         | n.o.                      | —                        | —                                                                           | 1er tour (1/32) Newcombe \|\| style="text-align:left;" \| A. Järryd Simonsson      | —                                                                                  | —                                                                               | —                                                                                | —                                                                           |                  |
| 1983  | n.o.                                                                         | n.o.                      | —                        | —                                                                           | 1er tour (1/32) Newcombe \|\| style="text-align:left;" \| S. Casal M. Hocevar      | —                                                                                  | —                                                                               | —                                                                                | —                                                                           |                  |

N.B. : le nom du ou de la partenaire se trouve sous le résultat ; le nom des ultimes adversaires se trouve à droite.

## Note
1. ↑  Sélectionné dans l'équipe de la finale, il n'a pas joué, mais cela fait malgré tout de lui, selon les règles de la Coupe, un vainqueur avec son nom sur la coupe.
2. ↑  (en) How Ivan Lendl Reinvented Himself, sur www.tennisfame.com
3. ↑  Comme Roger Federer, Ivan Lendl avait aussi décidé de privilégier Wimbledon, sur www.lequipe.fr
4. ↑  (en) Federer splits up with coach Roche, sur www.reuters.com
5. ↑  (en) Split from coach could "help Federer to focus", sur www.swissinfo.ch
6. ↑  Tournoi joué deux fois en 1977 (janvier et décembre). De 1978 à 1985, l'Open d'Australie s'est tenu en décembre.